# تپه ناوتپان
تپه ناوتپان مربوط به هزاره ۴ تا ۲ قبل از میلاد است و در شهرستان کامیاران، بخش مرکزی، روستای آهنگران واقع شده و این اثر در تاریخ ۱۰ دی ۱۳۸۱ با شمارهٔ ثبت ۶۹۱۰ به‌عنوان یکی از آثار ملی ایران به ثبت رسیده است.